# التلفزيون السوري
التلفزيون العربي السوري يتبع الهيئة العامة للإذاعة والتلفزيون في سوريا، وهو التلفزيون الرسمي الحكومي، تأسس مع شقيقه التلفزيون المصري في يوم واحد في زمن الوحدة بين مصر وسوريا، في 23 يوليو 1960.

## التأسيس
تأسس التلفزيون في سوريا عام 1960، عندما كانت سوريا ومصر (اللتان اعتمدتا التلفزيون في نفس العام) جزءًا من الجمهورية العربية المتحدة. بث بالأبيض والأسود حتى عام 1976. وفي عام 1985 أُنشئت قناة ثانية، وفي عام 1995 استأجر التلفزيون السوري قناة على عربسات وبدأ البث ثماني ساعات يوميًّا عبر القمر الصناعي في عام 1996. القنوات السورية مملوكة في الغالب وتسيطر عليها هيئة البث التلفزيوني والإذاعي العربي السوري (SATRBC) المرتبطة بوزارة الإعلام.
منذ بداية الحرب الأهلية السورية في عام 2011، انخرطت الدولة في "حرب إعلامية" لمكافحة الانتقادات التي تبثها وسائل الإعلام الشعبية الأخرى في العالم العربي وعلى المستوى الدولي، مثل قناة العربية والجزيرة. تغطي التغطية التلفزيونية السورية الحكومة ضد قوات المتمردين مثل جبهة النصرة والجيش السوري الحر والجبهة الإسلامية. ووفقاً لبي بي سي عربي، فإنها تميل أيضاً إلى حذف أو التقليل من أهمية التقارير التي تتحدث عن وقوع خسائر في صفوف المدنيين في تغطيتها للمواجهات مع الجماعات "الإرهابية". طلبت الجامعة العربية رسميًا من مشغلي الأقمار الصناعية عربسات ونايل سات التوقف عن بث وسائل الإعلام السورية في يونيو 2012. في 27 أبريل 2013، أعلنت شبكة الجزيرة الإعلامية أنها ستعلق أنشطتها إلى أجل غير مسمى في جميع أنحاء سوريا بسبب التخويف والتهديدات المزعومة ضد موظفيها.

## لمحة تاريخية
بدأ إرساله مساء يوم 23 يوليو 1960 من قمة جبل قاسيون في دمشق. حيث أقيمت أول محطة إرسال بقوة منخفضة لا تزيد عن 10 كيلو واط تبث بالأبيض والأسود استمر إرسالها ساعة ونصف فقط في اليوم الأول من داخل استديو أنشئ بجانب محطة الإرسال فوق قمة الجبل وزادت ساعات الإرسال بعد ذلك. واعتمد في بداياته على عناصر فنية من الإذاعة السورية بعد إرسالها في دورات تدريبية قصيرة.
ترأسه في البداية الدكتور صباح قباني الأخ الشقيق للشاعر نزار قباني. وكانت الأعمال التلفزيونية السورية الأولى تعتمد على فصول تمثيلية وسهرات مسرحية تبث مباشرة على الهواء.

### القنوات الفضائية
- تلفزيون الدنيا
- تلفزيون أراي
- تلفزيون الشام
- تلفزيون لانا
- تلفزيون لانا بلس
- تلفزيون الخبر
- تلفزيون مسايا
- تلفزيون سما
- أورتاس
  - نور الشام
  - تلفزيون سوريا
  - قناة الدراما السورية
  - تلفزيون التعليم السوري
  - التلفزيون الطبي السوري
  - قناة الأخبار السورية
  - تلفزيون طلاقي
- سبيستون (أغلق في سوريا)

### القنوات الإقليمية
من أوائل من ظهروا على الشاشة (نهاد قلعي - دريد لحام - رفيق سبيعي - محمود جبر) وشملت برنامج منوعات كان يقدمه نهاد قلعي ودريد لحام يتضمن مشاهد كوميدية خفيفة بعنوان سهرة دمشق.
العمل الدرامي الأول: تمثيلية الغريب 1960 وهي أول تمثيلية عرضها التلفزيون مباشرة على الهواء بسبب بساطة وبدائية وسائل توليف (مونتاج) الفيديو آنذاك ويتناول العمل أحداث الثورة الجزائرية وبطولاتها وأمجادها. وكان من إخراج سليم قطايا وبطولة ثراء دبسي وياسر أبو الجبين وبسام لطفي.
- تلفزيون روج آفا (الكردي)
- قناة روناهي (الكردية)
- تلفزيون منبج (الكردي) (البائد)
- تلفزيون نسور (البائد)
- سوريا بلدنا (البائدة)

### القنوات الأرضية
- القناة الأولى (باللغة العربية)
- القناة 2 (التركيز على الرياضة والأسرة والصحة بما في ذلك المتغيرات الإقليمية)

## وسائل الإعلام المعارضة

### القنوات الفضائية
- قناة أورينت، ومقرها اسطنبول، تركيا [6][7][8]
- حلب اليوم، ومقرها إسطنبول، تركيا [6]
- تلفزيون سوريا (خاص)، مقره اسطنبول، تركيا [6][9]
- سوريا الشعب (البائدة)
- سوريا الغد (البائدة)
- قناة الجسر (البائدة)

## التقسيم الإداري لمديرية التلفزيون
تتألف مديرية التلفزيون من :
- قسم البرنامج العام ـ القناة الأولى
- قسم القناة الثانية
- قسم القناة الفضائية
- قسم الأخبار المصورة
- قسم المراكز التلفزيونية
- قسم البرامج التنموية
- قسم التبادل الإخباري والبرامجي
- قسم الشؤون السينمائية
- قسم رقابة البرامج
- قسم التشغيل التلفزيوني

## وصلات خارجية
- الهيئة العامة للإذاعة والتلفزيون - سورية